# Autographa lilacina
Autographa lilacina är en fjärilsart som beskrevs av Barend J. Lempke 1949. Autographa lilacina ingår i släktet Autographa och familjen nattflyn. Inga underarter finns listade i Catalogue of Life.